# دينيس بيلانجر
دينيس بيلانجر هو مغني كندي، ولد في 9 أغسطس 1964.

## وصلات خارجية
- دينيس بيلانجر على موقع ميوزك برينز (الإنجليزية)
- دينيس بيلانجر على موقع ديسكوغز (الإنجليزية)
- دينيس بيلانجر على موقع ديسكوغز (الإنجليزية)